# Dialeurodicus
Dialeurodicus es un género de insectos hemípteros de la familia Aleyrodidae, subfamilia Aleyrodinae. El género fue descrito primero por Cockerell en 1902.

## Especies
La siguiente es la lista de especies pertenecientes a este género.
- Dialeurodicus bondariae Martin, 2004
- Dialeurodicus caballeroi Martin, 2004
- Dialeurodicus cockerellii (Quaintance, 1900)
- Dialeurodicus coelhi Bondar, 1928
- Dialeurodicus cornutus Bondar, 1923
- Dialeurodicus frontalis Bondar, 1923
- Dialeurodicus maculatus Bondar, 1928
- Dialeurodicus niger Bondar, 1923
- Dialeurodicus radifera (Sampson & Drews, 1941)
- Dialeurodicus silvestrii (Leonardi, 1910)
- Dialeurodicus similis Bondar, 1923
- Dialeurodicus tessellatus Quaintance & Baker, 1913